# Leichtathletik-Europameisterschaften 2010/100 m Hürden der Frauen

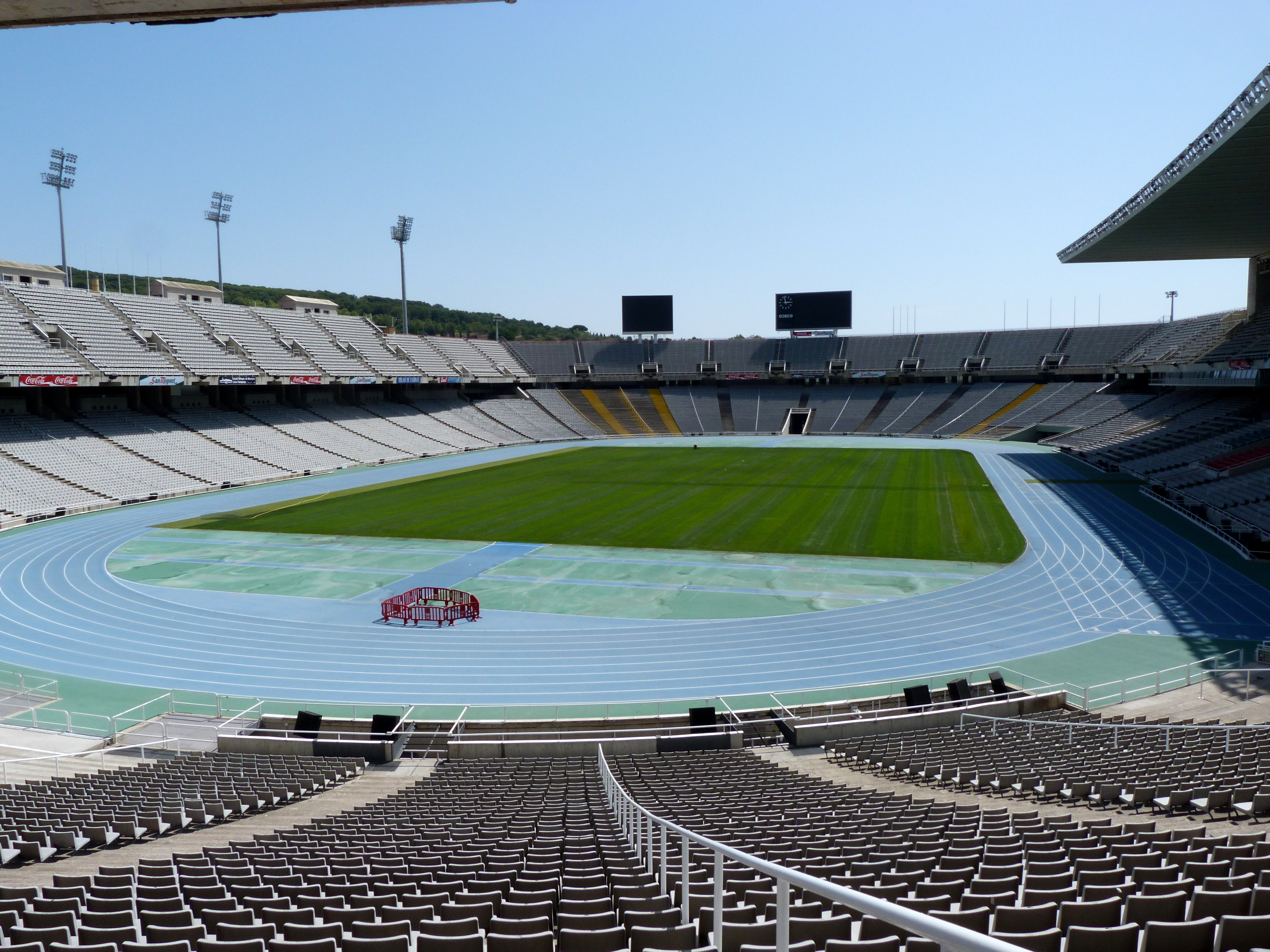
Das Olympiastadion Estadi Olímpic Lluís Companys
Barcelona im Jahr 2012

Der 100-Meter-Hürdenlauf der Frauen bei den Leichtathletik-Europameisterschaften 2010 wurde am 30. und 31. Juli 2010 im Olympiastadion Estadi Olímpic Lluís Companys der spanischen Stadt Barcelona ausgetragen.
Europameisterin wurde die Türkin Nevin Yanıt, die im Halbfinale und im Finale neue Landesrekorde aufstellte. Sie gewann vor der irischen Vizeeuropameisterin von 2006 Derval O’Rourke. Bronze ging an die Deutsche Carolin Nytra.

## Rekorde

### Bestehende Rekorde
| Weltrekord           | 12,21 s | Jordanka Donkowa | Stara Sagora, Bulgarien      | 20. August 1988 |
| Europarekord         | 12,21 s | Jordanka Donkowa | Stara Sagora, Bulgarien      | 20. August 1988 |
| Meisterschaftsrekord | 12,38 s | Jordanka Donkowa | EM Stuttgart, BR Deutschland | 29. August 1986 |

Der bestehende EM-Rekord wurde bei diesen Europameisterschaften nicht erreicht. Die schnellste Zeit erzielte die türkische Europameisterin Nevin Yanıt im Finale mit 12,63 s bei einem Gegenwind von 0,5 m/s, womit sie 25 Hundertstelsekunden über dem Rekord blieb. Zum Welt- und Europarekord fehlten ihr 42 Hundertstelsekunden.

### Rekordverbesserungen
Es wurden drei neue Landesrekorde aufgestellt:
- 12,71 s – Nevin Yanıt (Türkei), erstes Halbfinale am 31. Juli bei einem Gegenwind von 0,4 m/s
- 12,63 s – Nevin Yanıt (Türkei), Finale am 31. Juli bei einem Gegenwind von 0,5 m/s
- 12,65 s – Derval O’Rourke (Irland), Finale am 31. Juli bei einem Gegenwind von 0,5 m/s

## Vorrunde
Die Vorrunde wurde in vier Läufen durchgeführt. Die ersten drei Athletinnen pro Lauf – hellblau unterlegt – sowie die darüber hinaus vier zeitschnellsten Läuferinnen – hellgrün unterlegt – qualifizierten sich für das Halbfinale.

## Legende
Kurze Übersicht zur Bedeutung der Symbolik – so üblicherweise auch in sonstigen Veröffentlichungen verwendet:
| NR  | Nationaler Rekord |
| DSQ | disqualifiziert   |

### Vorlauf 1

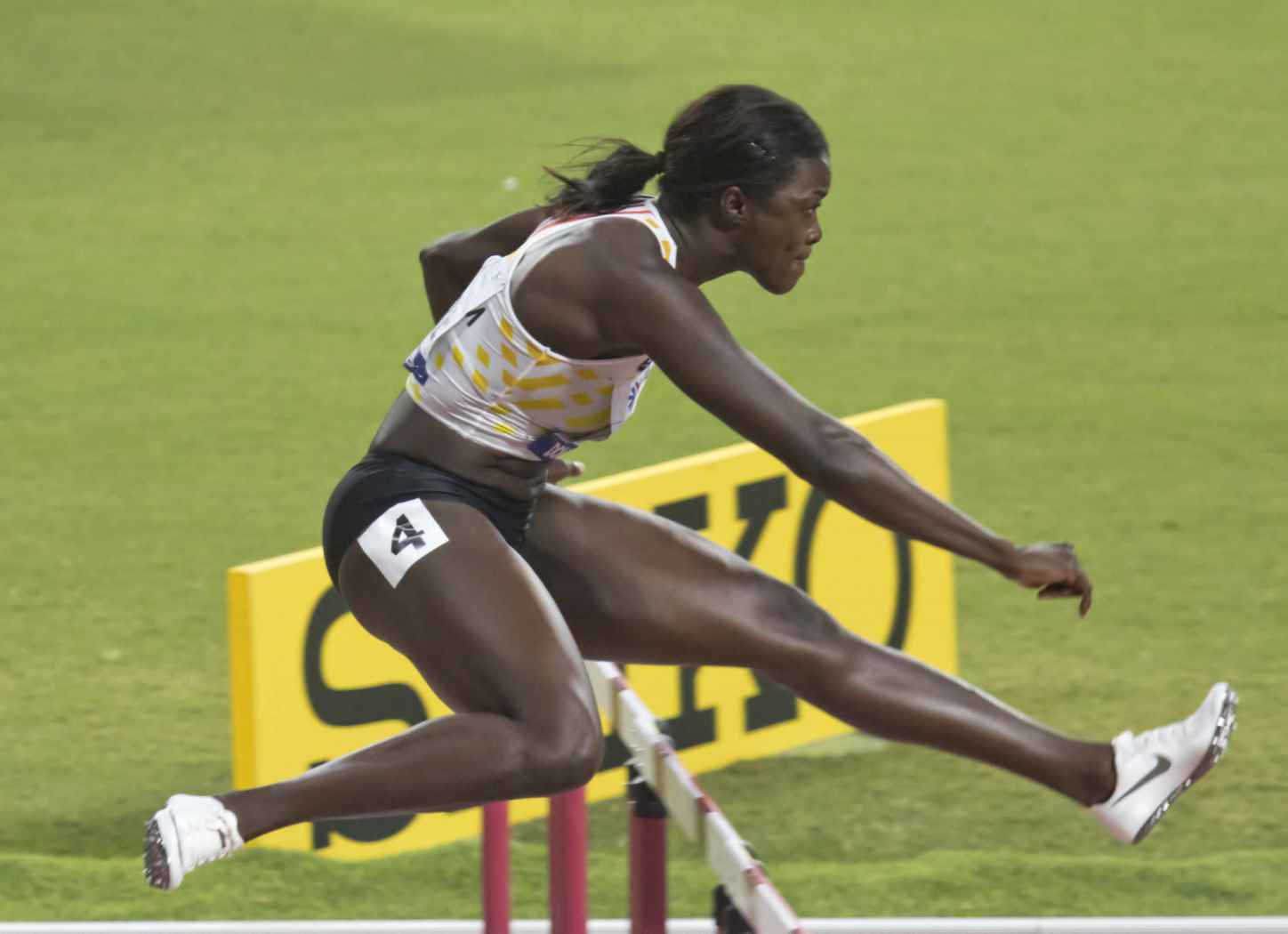
Als Vierte ihres Vorlaufs verpasste Anne Zagré das Halbfinale um einen Rang
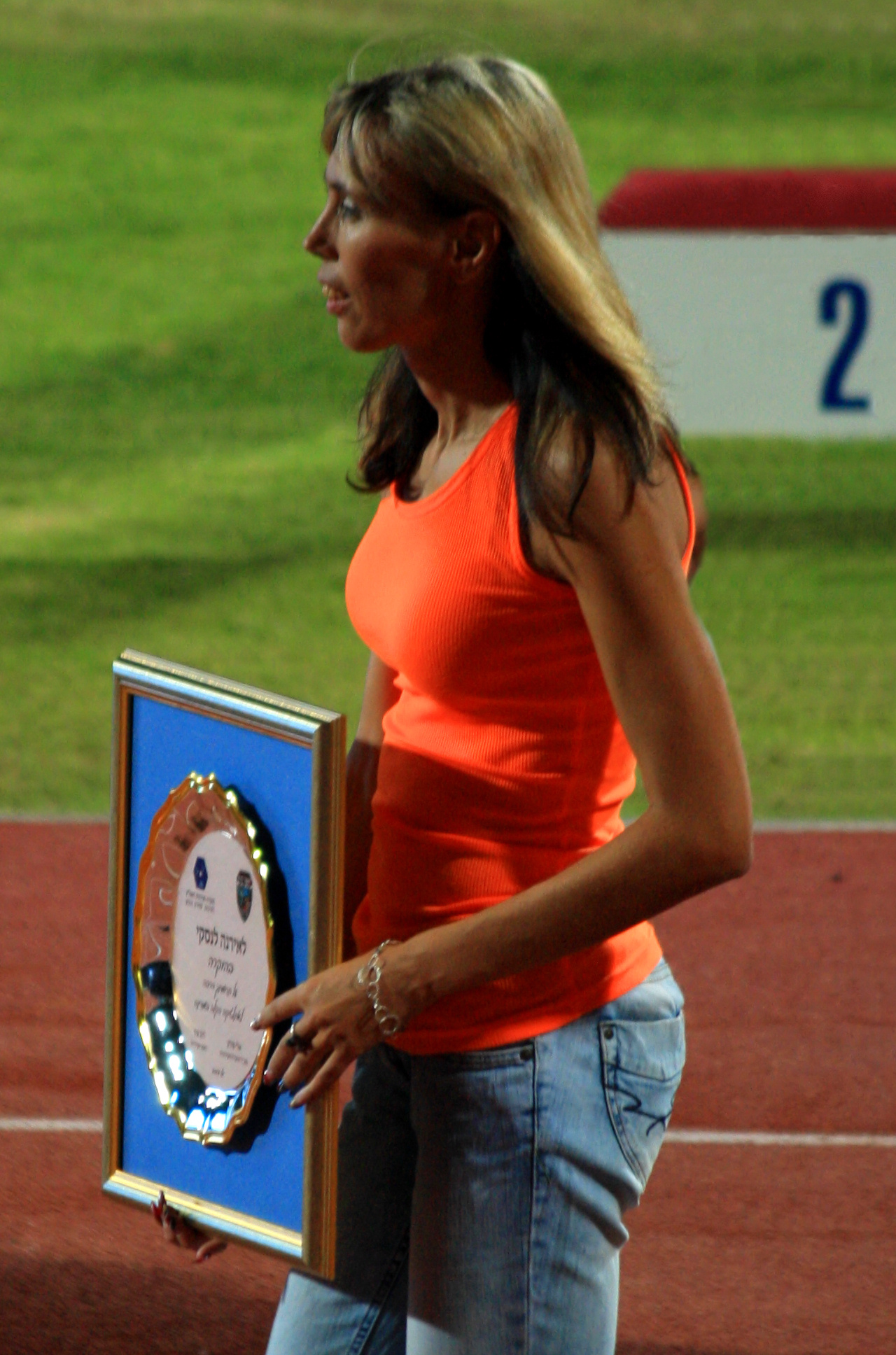
Irina Lenskiy wurde Fünfte in ihrem Vorlauf und schied damit aus
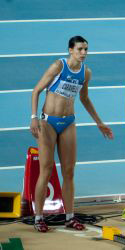
Die in ihrem Vorlauf sechstplatzierte Marzia Caravelli scheiterte in der Vorrunde

30. Juli 2010, 10:00 Uhr
Wind: −0,8 m/s
| Platz | Name              | Nation      | Zeit (s) |
| ----- | ----------------- | ----------- | -------- |
| 1     | Nevin Yanıt       | Türkei      | 12,89    |
| 2     | Alina Talaj       | Belarus     | 13,17    |
| 3     | Nadine Hildebrand | Deutschland | 13,25    |
| 4     | Anne Zagré        | Belgien     | 13,31    |
| 5     | Irina Lenskiy     | Israel      | 13,41    |
| 6     | Marzia Caravelli  | Italien     | 13,50    |
| 7     | Jelena Jotanović  | Serbien     | 13,77    |

### Vorlauf 2

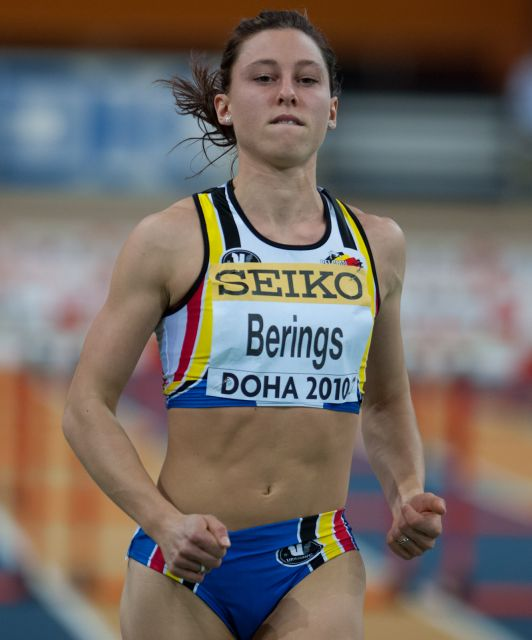
Eline Berings fehlten zwei Hundertstelsekunden, um als Dritte ihres Vorlaufs im Halbfinale dabei zu sein
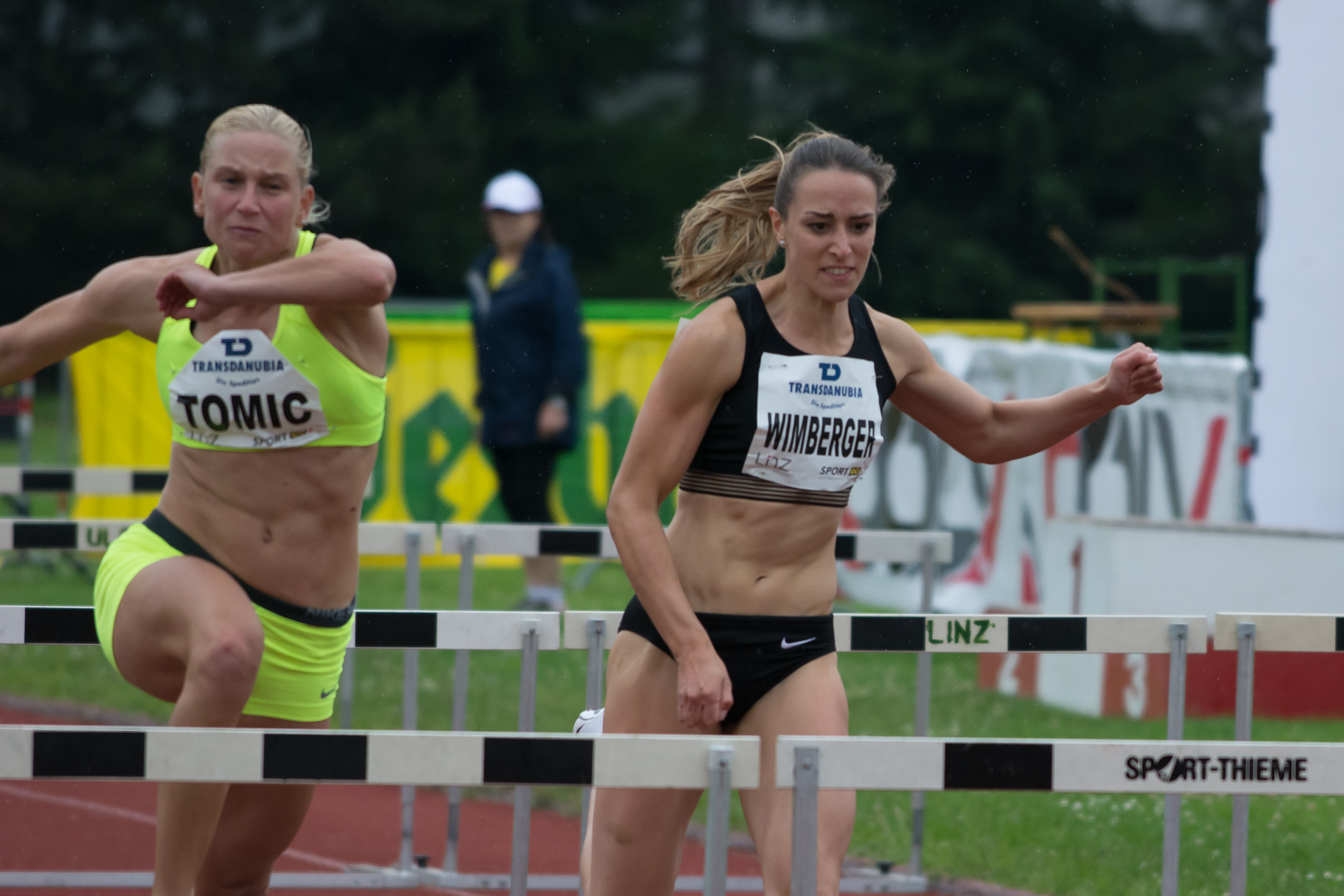
Marina Tomić (rechts) scheiterte bei sehr engen Abständen als Fünfte des zweiten Vorlaufs nur knapp

30. Juli 2010, 10:08 Uhr
Wind: −0,1 m/s
| Platz | Name               | Nation    | Zeit (s) |
| ----- | ------------------ | --------- | -------- |
| 1     | Jewhenija Snihur   | Ukraine   | 12,90    |
| 2     | Lisa Urech         | Schweiz   | 13,03    |
| 3     | Joanna Kocielnik   | Polen     | 13,25    |
| 4     | Eline Berings      | Belgien   | 13,27    |
| 5     | Marina Tomić       | Slowenien | 13,28    |
| 6     | Miriam Cupáková    | Slowakei  | 13,35    |
| 7     | Dimitra Arachoviti | Zypern    | 13,61    |

### Vorlauf 3
30. Juli 2010, 10:16 Uhr
Wind: −0,6 m/s
| Platz | Name                | Nation      | Zeit (s) |
| ----- | ------------------- | ----------- | -------- |
| 1     | Derval O’Rourke     | Irland      | 12,88    |
| 2     | Carolin Nytra       | Deutschland | 12,89    |
| 3     | Olga Samilowa       | Russland    | 13,06    |
| 4     | Lucie Škrobáková    | Tschechien  | 13,15    |
| 5     | Victoria Schreibeis | Österreich  | 13,23    |
| 6     | Ana Torrijos        | Spanien     | 13,33    |
| 7     | Clélia Reuse        | Schweiz     | 13,73    |

### Vorlauf 4

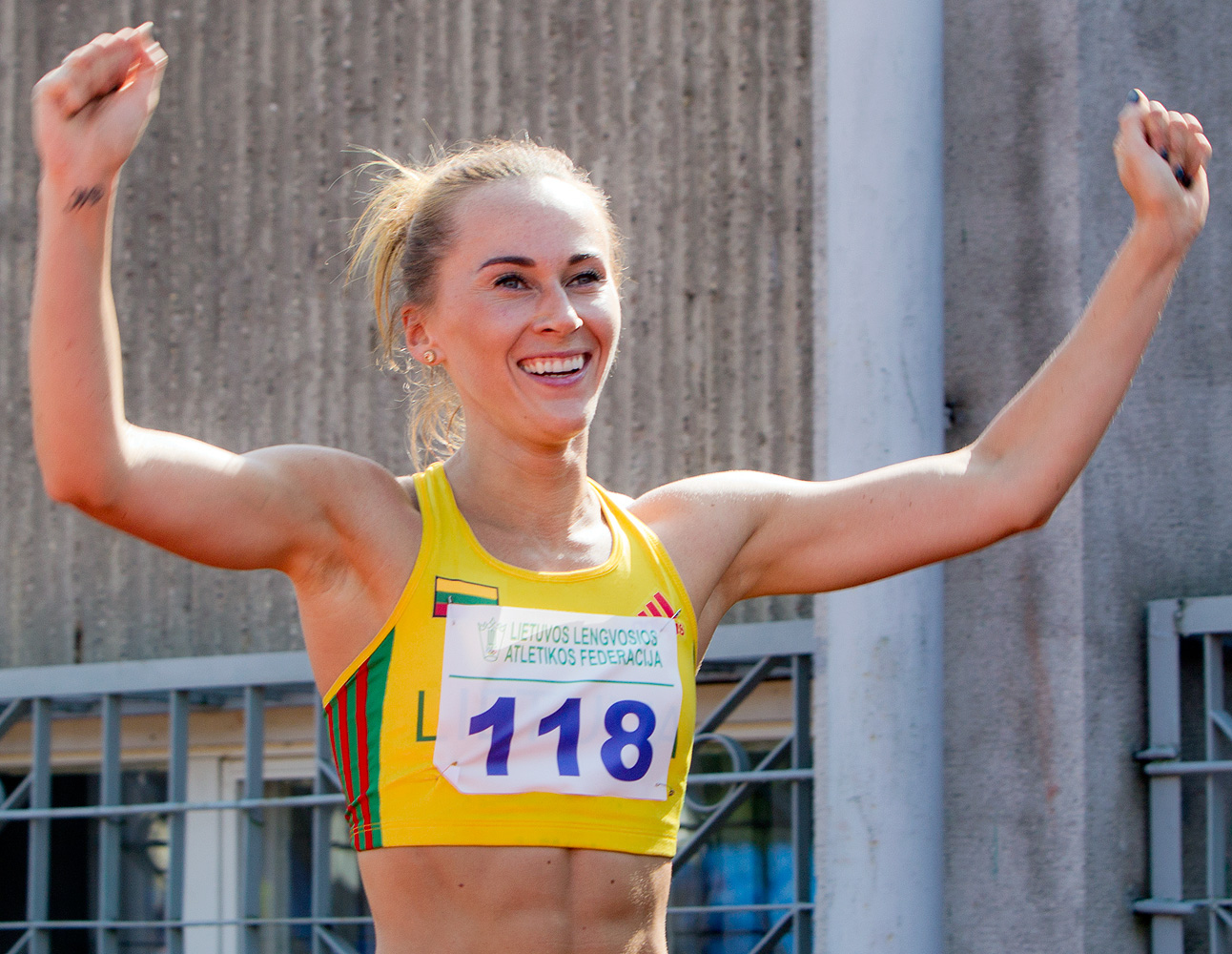
Sonata Tamošaitytė erreichte als Sechste des letzten Vorlaufs nicht die nächste Runde
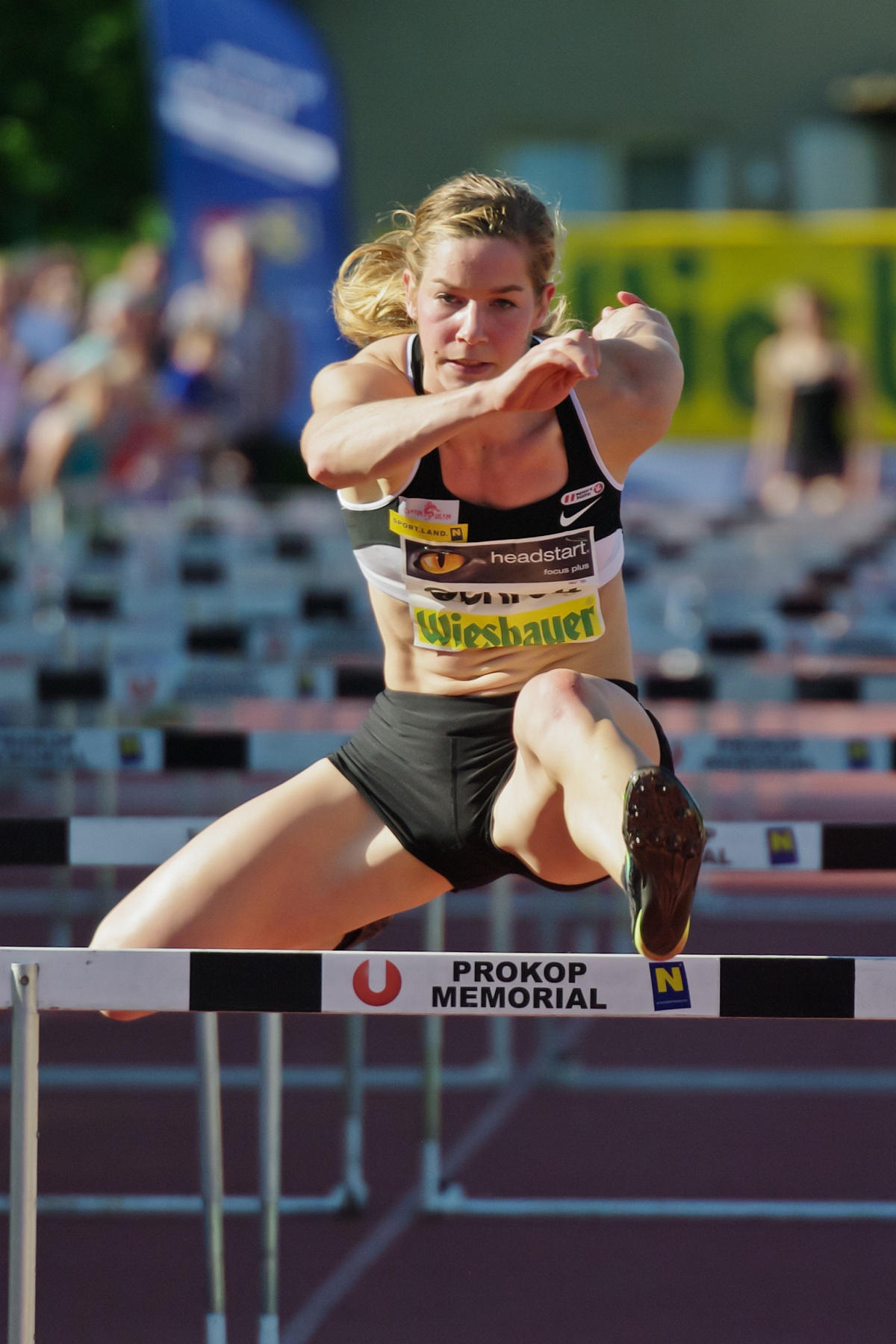
Beate Schrott wurde in ihrem Vorlauf disqualifiziert

30. Juli 2010, 11:24 Uhr
Wind: ±0,0 m/s
| Platz | Name                  | Nation      | Zeit (s) |
| ----- | --------------------- | ----------- | -------- |
| 1     | Christina Vukicevic   | Norwegen    | 12,83    |
| 2     | Tatjana Dektjarjowa   | Russland    | 12,86    |
| 3     | Elisabeth Davin       | Belgien     | 13,12    |
| 4     | Cindy Roleder         | Deutschland | 13,19    |
| 5     | Kazjaryna Paplauskaja | Belarus     | 13,19    |
| 6     | Sonata Tamošaitytė    | Litauen     | 13,31    |
| DSQ   | Beate Schrott         | Österreich  |          |

## Halbfinale
Aus den beiden Halbfinalläufen qualifizierten sich die jeweils ersten drei Athletinnen – hellblau unterlegt – sowie die darüber hinaus zwei zeitschnellsten Läuferinnen – hellgrün unterlegt – für das Finale.

### Lauf 1

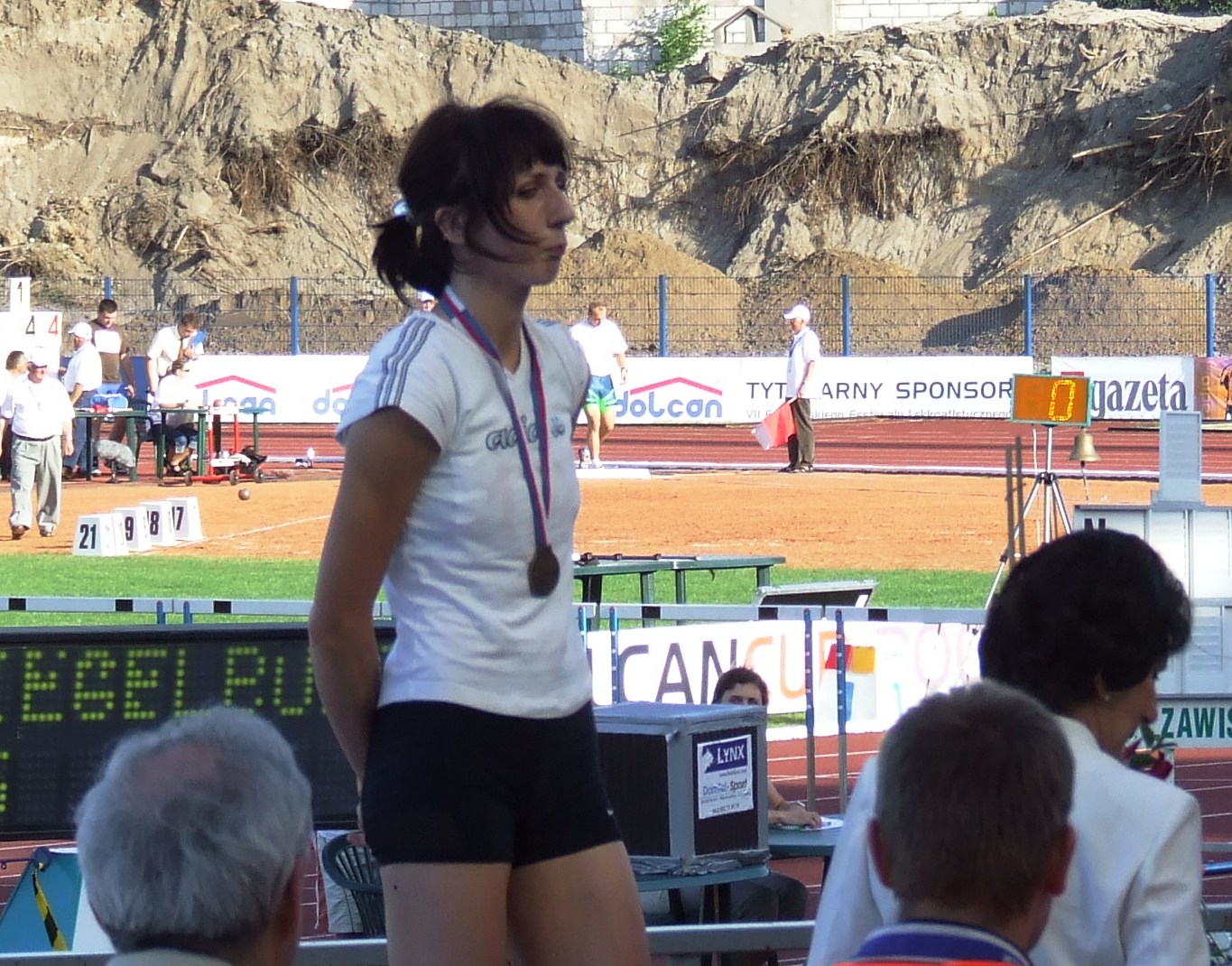
Joanna Kocielnik verpasste als Fünfte ihres Halbfinalrennens das Finale um einen Rang
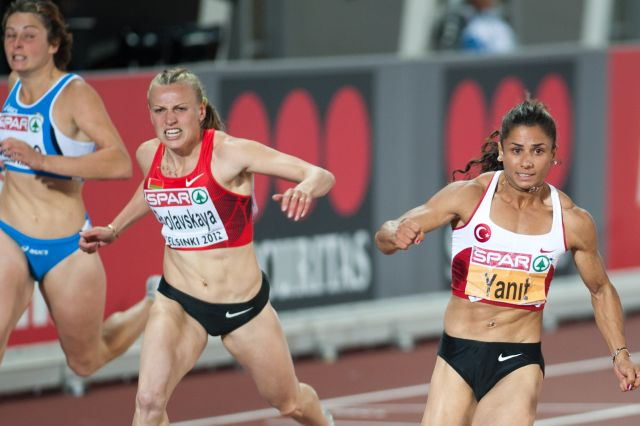
Kazjaryna Paplauskaja (Mitte) wurde Siebte in ihrem Halbfinallauf und schied damit aus
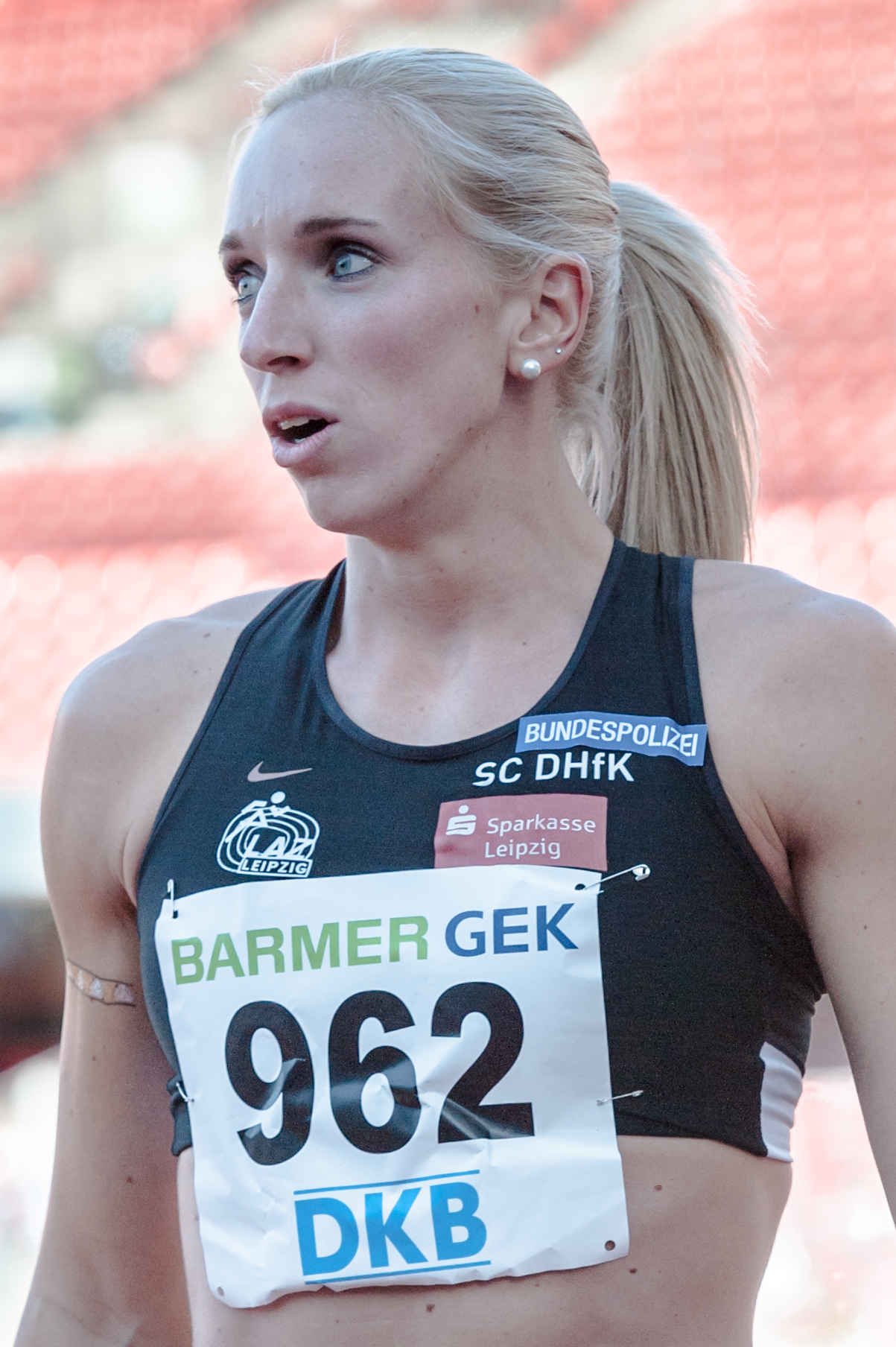
Cindy Roleder – später unter anderem Europameisterin 2016 – wurde im ersten Semifinale disqualifiziert

31. Juli 2010, 19:05 Uhr
Wind: −0,4 m/s
| Platz | Name                  | Nation      | Zeit (s) |
| ----- | --------------------- | ----------- | -------- |
| 1     | Nevin Yanıt           | Türkei      | 12,71 NR |
| 2     | Carolin Nytra         | Deutschland | 12,75    |
| 3     | Derval O’Rourke       | Irland      | 12,75    |
| 4     | Lisa Urech            | Schweiz     | 12,95    |
| 5     | Joanna Kocielnik      | Polen       | 13,06    |
| 6     | Olga Samilowa         | Russland    | 13,08    |
| 7     | Kazjaryna Paplauskaja | Belarus     | 13,14    |
| DSQ   | Cindy Roleder         | Deutschland |          |

### Lauf 2

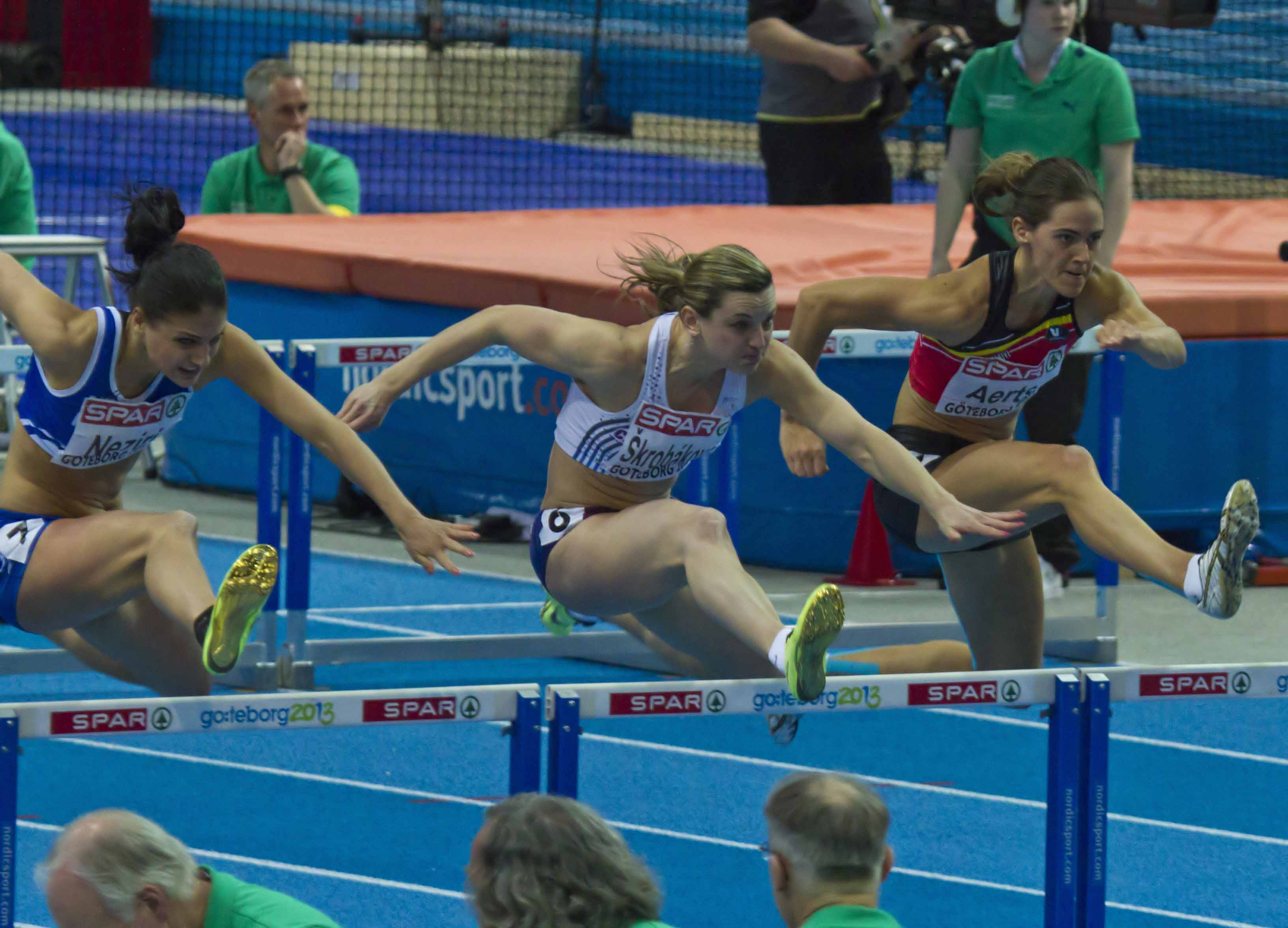
Lucie Škrobáková (Mitte) erreichte als Vierte ihres Halbfinallaufs nicht das Finale
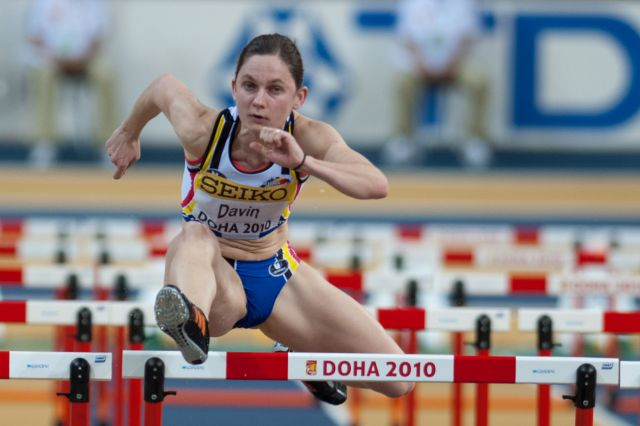
Für Elisabeth Davin war das Halbfinale nach Rang sechs im zweiten Rennen Endstation
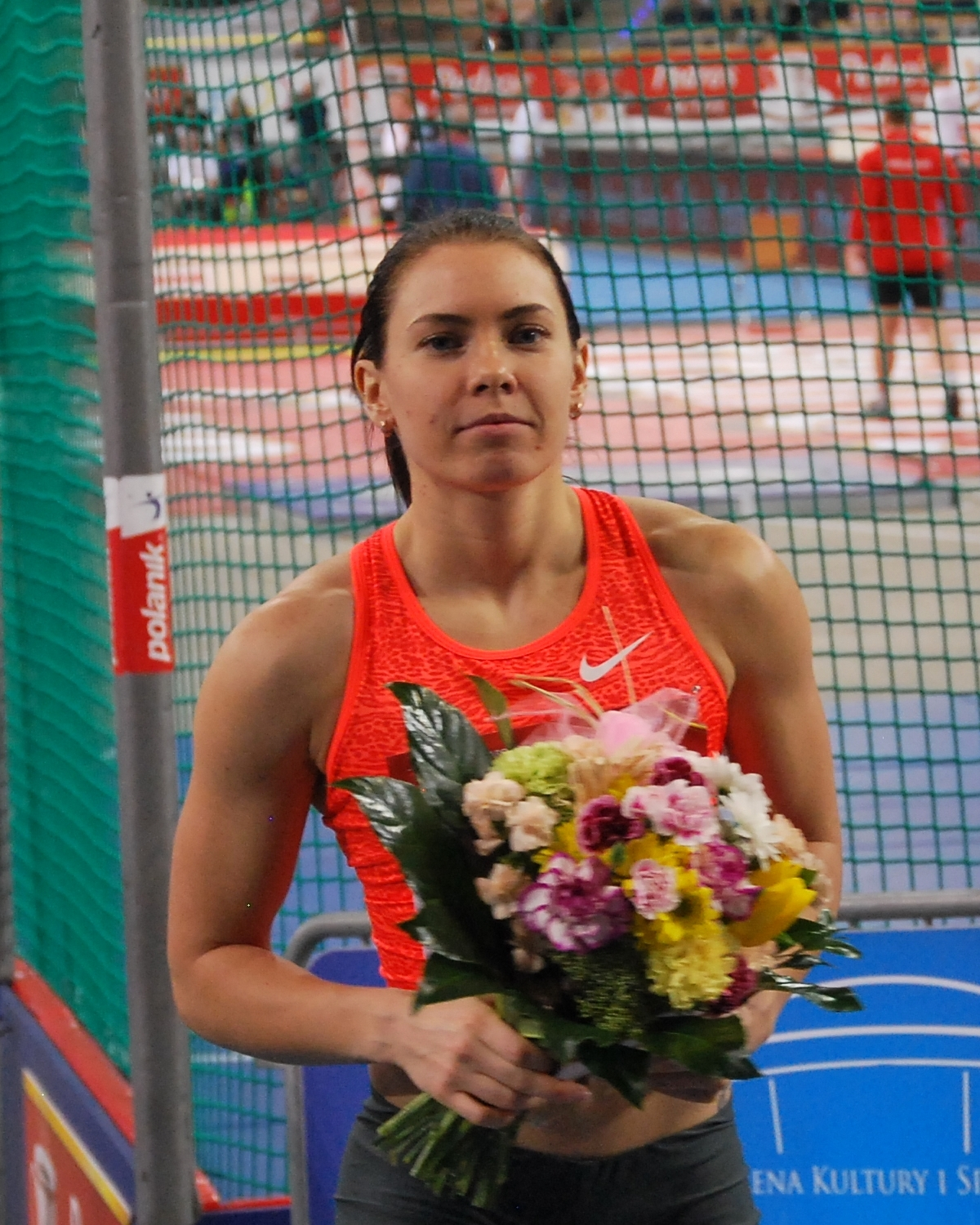
Alina Talaj – 2012 Europameisterin – wurde im Semifinale disqualifiziert

31. Juli 2010, 19:13 Uhr
Wind: −1,9 m/s
| Platz | Name                | Nation      | Zeit (s) |
| ----- | ------------------- | ----------- | -------- |
| 1     | Tatjana Dektjarjowa | Russland    | 12,81    |
| 2     | Christina Vukicevic | Norwegen    | 12,85    |
| 3     | Jewhenija Snihur    | Ukraine     | 12,88    |
| 4     | Nadine Hildebrand   | Deutschland | 12,96    |
| 5     | Lucie Škrobáková    | Tschechien  | 13,10    |
| 6     | Elisabeth Davin     | Belgien     | 13,15    |
| 7     | Victoria Schreibeis | Österreich  | 13,41    |
| DSQ   | Alina Talaj         | Belarus     |          |

## Finale
31. Juli 2010, 20:25 Uhr
Wind: −0,5 m/s
| Platz | Name                | Nation      | Zeit (s) |
| ----- | ------------------- | ----------- | -------- |
| 1     | Nevin Yanıt         | Türkei      | 12,63 NR |
| 2     | Derval O’Rourke     | Irland      | 12,65 NR |
| 3     | Carolin Nytra       | Deutschland | 12,68    |
| 4     | Christina Vukicevic | Norwegen    | 12,78    |
| 5     | Jewhenija Snihur    | Ukraine     | 12,92    |
| 6     | Tatjana Dektjarjowa | Russland    | 12,98    |
| 7     | Lisa Urech          | Schweiz     | 13,02    |
| 8     | Nadine Hildebrand   | Deutschland | 13,08    |

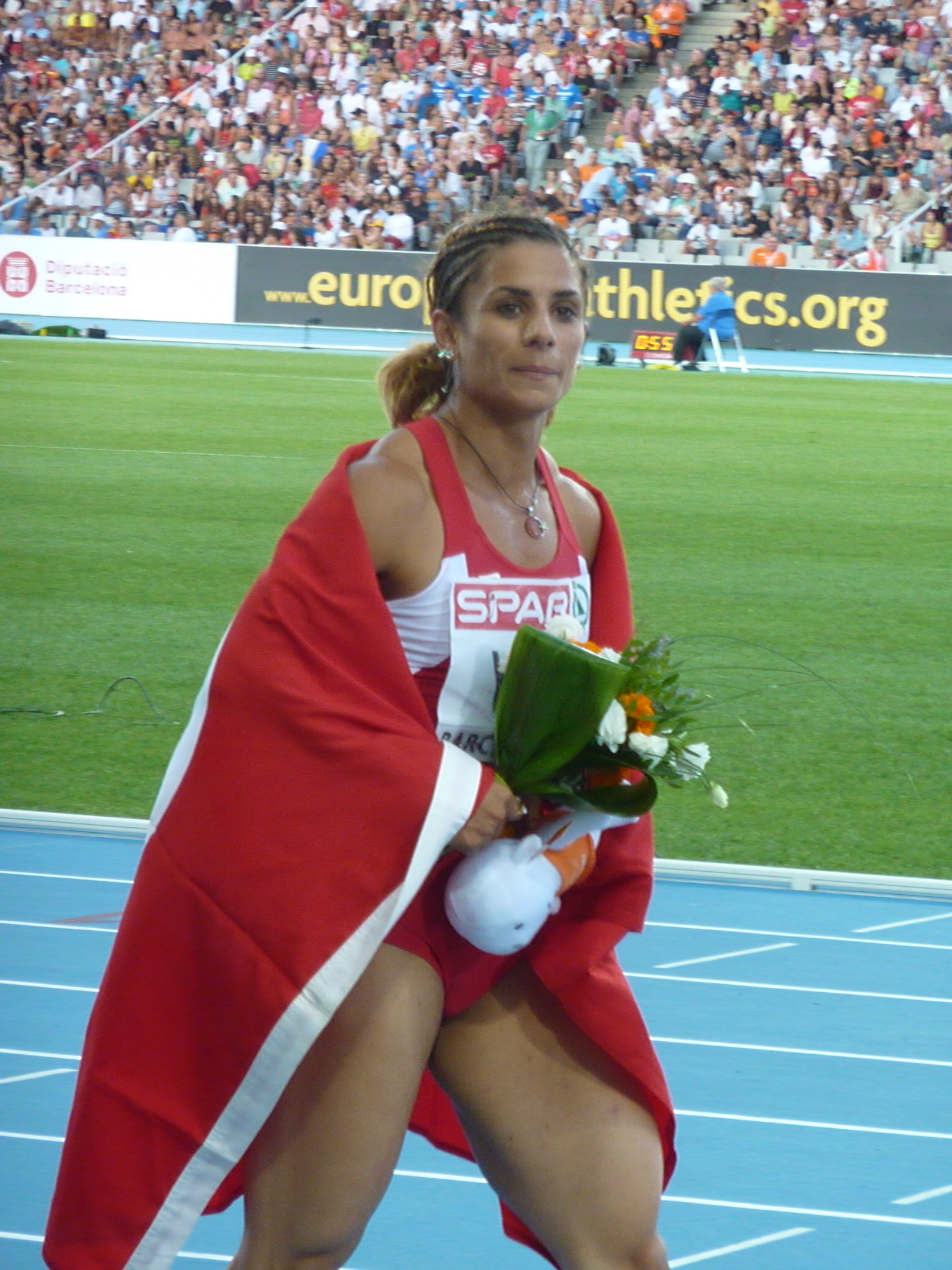
Europameisterin Nevin Yanıt

Nachdem die Türkin Nevin Yanıt bereits im Halbfinale einen neuen Landesrekord aufgestellt hatte, verbesserte sie diesen im Finale nochmals und gewann das Rennen vor der Irin Derval O’Rourke sowie der Schnellsten der Europäischen Jahresbestenliste, der Deutschen Carolin Nytra.

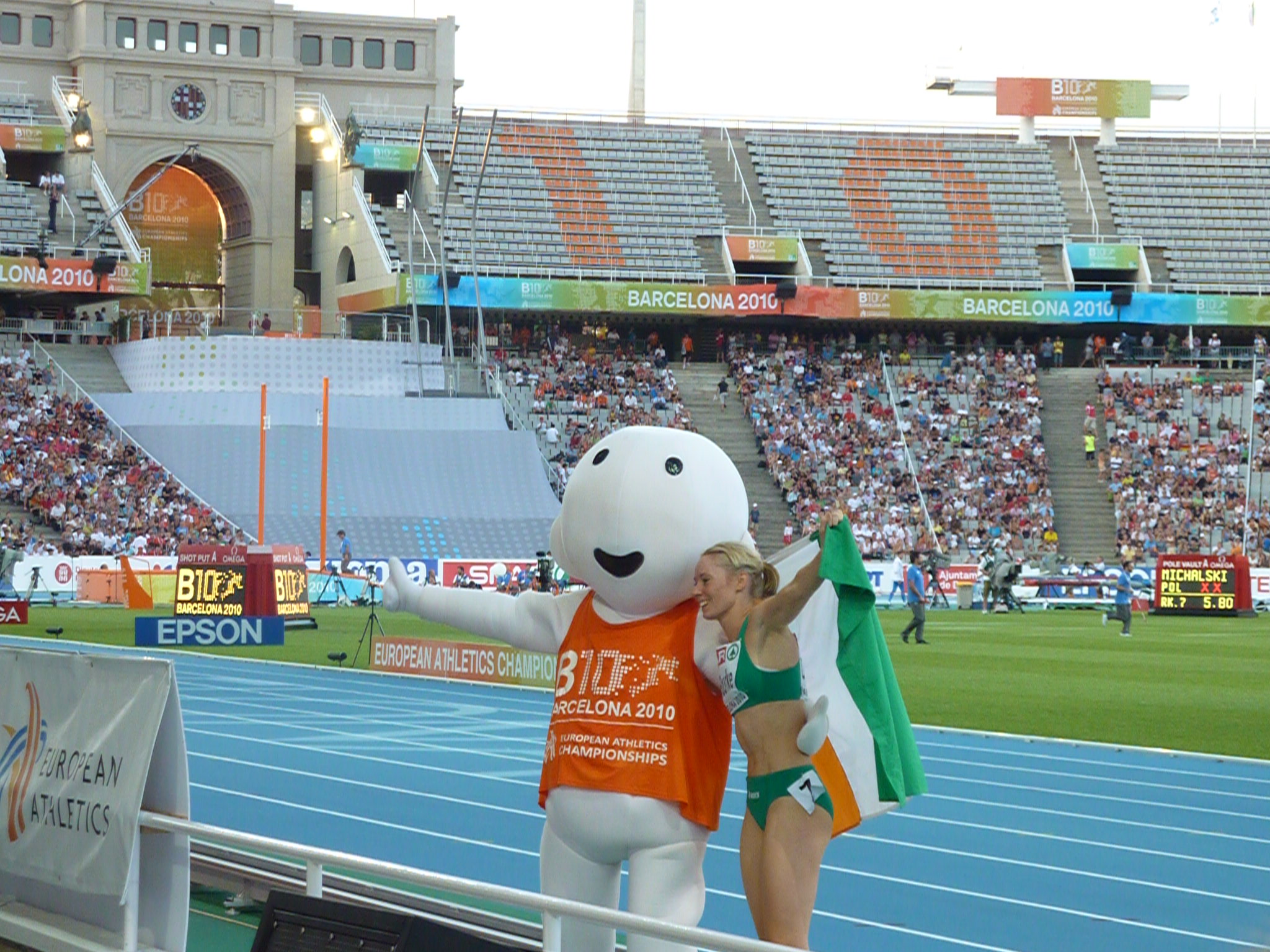
Derval O’Rourke – wie 2006 auf Platz zwei
Bronzemedaillengewinnerin Carolin Nytra nach dem Rennen
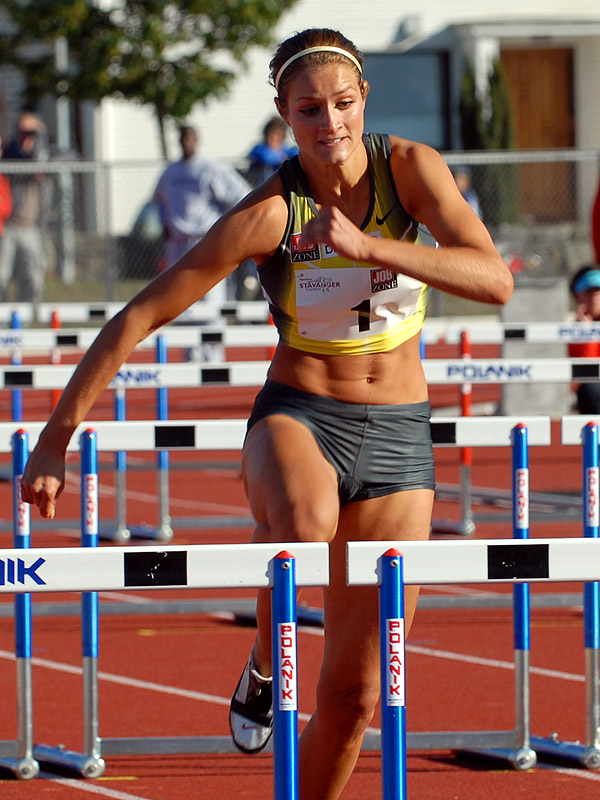
Christina Vukicevic belegte Rang vier
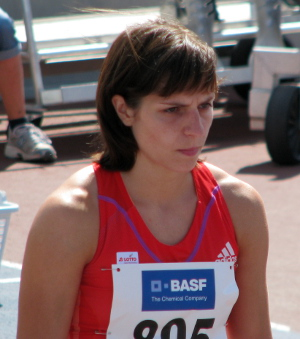
Nadine Hildebrand erreichte das Finale und wurde dort Achte

## Videolink
- 100m Hurdles European Athletics Championships 2010 Nevin Yanit, youtube.com (englisch), abgerufen am 31. Dezember 2019